# Charles Fernández
Charles David Fernández Wanke (Dayton, 28 de diciembre de 1995) es un pentatleta guatemalteco. que ha participado en distintas competiciones deportivas incluidos Juegos Olímpicos de Río 2016 y Tokio 2020
En los Juegos Panamericanos de Toronto 2015 y de Lima 2019 ganó medalla de oro en la categoría individual de pentatlón moderno. Además en los juegos centroamericanos y del Caribe de Baranquilla 2018 también se proclamó campeón en la competencia individual.

## Biografía
Nació en Estados Unidos y es hijo de Carlos Fernández, guatemalteco; y Haide Wanke, estadounidense. Su padre viajó a los Estados Unidos y allá fue donde conoció a su madre. Cuando tenía 7 años llegaron a Guatemala como misioneros, allí el comenzó a convivir más con las personas de escasos recursos de las áreas más pobres del país y fue donde su amor por Guatemala creció aún más. Allá ellos se han dedicado durante años a apoyar a las personas para que aprendan a escribir, leer y les construyen casas.
Desde muy pequeño fue inspirado por el deporte debido a que su papá practicaba pentatlón moderno. Durante un evento, Charles acompañó a su papá y fue ahí donde descubrió que le interesaba esta disciplina y con tan solo 14 años, Fernández se inició con entrenamientos en esta especialidad.
Durante la celebración de los Juegos Olímpicos de Londres 2012 se dio cuenta de que podía participar también en esta competencia, por lo que dejó de ver como un pasatiempo dicho deporte y así ha logrado clasificarse para los juegos de Río 2016 y Tokio 2020.

## Trayectoria

### Juegos Centroamericanos y del Caribe
En los Juegos de Barranquilla 2018 ganó doble medalla de oro, en las categorías de individual y relevos mixtos.

### Juegos Panamericanos
En Toronto 2015 y Lima 2019 logró una medalla de oro en la categoría individual, además en esta última también logró la presea de bronce en la competencia de relevos mixtos junto a Ximena Diéguez y coché .

### Juegos Olímpicos
En los Juegos Olímpicos de Río de Janeiro 2016 logró el puesto 15 luego de haber finalizado todas sus pruebas.
Se clasificó durante los panamericanos de 2019 para los juegos Olímpicos de Tokio 2020.